# Ex convento di San Donato
L'ex convento di San Donato è sito a piazza Cavour a Celenza sul Trigno in provincia di Chieti.

## Storia
Fu costruito nel 1598 e ristrutturato negli anni cinquanta.
Attualmente versa in buono stato di conservazione. La chiesa è ad un'unica navata ad abside e soffitto a capriata. Trattasi di edificio di origine cistercense.  In seguito, nel XVII secolo, la chiesa fu rivestita di muratura, pilastro, volte, intonaci e stucchi. Attualmente, la chiesa e l'ex convento sono adibiti ad abitazioni.
Per secoli ospitò la Comunità dell'ordine minore dei Francescani, giunta a Celenza per volere del marchese don Giulio Caracciolo. 

## Descrizione
Ai lati del portale vi sono due paraste. Sopra il portale vi è una finestra a forma circolare con una cornice quadrangolare al posto del rosone. La facciata, attualmente nelle vesti del restauro anni '60, è più avanzata rispetto a due corpi laterali. Sul corpo laterale sinistro è presente una monofora.
Il campanile è a vela, posto sul retro. L'interno è a navata unica con volte a botte, e cappella laterali. Presso la cantoria c'è un organo monumentale del XVIII secolo della famiglia D'Onofrio di Caccavone, oggi Poggio Sannita. 
La chiesa conserva interessanti opere d'arte; per iniziare, adagiato in un apposito tabernacolo ligneo, un busto di San Donato vescovo del XV secolo, di scuola locale. Il santo con la mitra vescovile, la mozzetta e il pastorale, è di colore scuro. Una leggenda vuole che la statua fu portata in processione durante un grave incendio, per spegnere le fiamme, e rimase annerita, seppur spegnendo il fuoco. Fi così secondo la tradizione, di erigere un santuario a San Donato nel punto del fuoco spento.
La statua è portata in processione nel giorno di festa, e per l'appunto rivestita degli ori e argenti ex voto, di pregevole fattura popolare. Spicca per importanza, nel presbiterio, il tabernacolo monumentale ligneo con tele del XVII secolo. 
Al centro c'è l'Annunciazione, a sinistra San Francesco e San Nicola, a destra san Bernardino e San Sebastiano. Altri scomparti: San Bernardino da fossa e Sant'Antonio. In alto al centro Dio Padre con la bilancia, ai lati Santa Lucia e Santa Rita. In basso al centro la Deposizione. 
Sulla sinistra, lungo la navata, vi è il quadro di san Diego, di scuola marchigiana del XVII secolo, con in cornice le storie della sua vita. Due nicchie a muro conservano le di San Matteo e l'angelo e San Donato vescovo, ambedue del 1777 di Paolo Saverio di Zinno di Campobasso. 
A seguire un quadro della Madonna Incoronata con i santi di scuola napoletana e un quadro dell'Adorazione eucaristica.
Lungo le pareti della navata vi sono pitture a tebpera con gli stemmi dei membri della famiglia Caracciolo che arricchirono il convento con donazioni, e dei medaglioni di fattura popolare del XVIII secolo, con dipinte le XII stazioni della Via Crucis.